# Córrego do Bueiro
O córrego do Bueiro é um curso de água que nasce e deságua no município brasileiro de Santana do Paraíso, no interior do estado de Minas Gerais. Sua nascente se encontra na zona rural municipal, percorrendo cerca de 6 quilômetros até sua foz no rio Doce, próxima ao povoado de Ipaba do Paraíso.